# Boris Nikolajewitsch Sidorow
Boris Nikolajewitsch Sidorow (russisch Борис Николаевич Сидоров, wiss. Transliteration Boris Nikolaevič Sidorov; * 31. August 1937 in Prokopjewsk; † 6. August 2008 bei Apscheronsk)  war ein russischer Schachkomponist.
Sidorow hatte eine schwere Kindheit. Seine Eltern waren Repressalien ausgesetzt. Er war lange aufsichtslos und wuchs dann in einem Kinderheim auf. Dort erlernte er das Schachspiel. Nachdem er 1958 nach Apscheronsk umgezogen war, wurde er Stadtmeister und erfüllte die Norm für den Meisteranwärter. Hauptsächlich wandte er sich der Studienkomposition zu, wobei er ab 1963 mehr als 300 Aufgaben, neben Studien auch Schachprobleme, veröffentlichte, die Dutzende Preise errangen. Oftmals kooperierte er mit anderen Schachkomponisten, darunter Oleg Perwakow, was Sidorow besonders freute.

## Privates
Sidorow war Mechaniker für Nähmaschinen. Nach einem Verkehrsunfall am 18. Juni 2008 kam er nicht mehr zu Bewusstsein und verstarb.